# Ailill mac Dúngaile
Ailill mac Dúngaile (zm. 690 r.) – król Dál nAraidi na terenie irlandzkiego Ulaidu (Ulster) od 682 r. do swej śmierci. Syn Dúngala Eilni mac Scandail (zm. 681 r.), króla Cruithni. 
W VI i VII w. królestwo Dál nAraidi było częścią konfederacji plemion Cruithni na terenie krainy Ulaid. Ailill zapewne wywodził się z bocznej linii panującej dynastii zamieszkałej w Mag nEinli lub Eilne („Równina Nieczysta”), równinie między rzekami Bann a Bush w hr. Antrim, jak wskazuje noszony przez jego ojca przydomek „Eilni”.
Roczniki irlandzkie tytułują go jako króla ludu Cruithni. Miał brata Cú Chuarána mac Dúngaile, przyszłego króla Dál nAraidi oraz Ulsteru. Według Księgi z Leinsteru Ailill objął władzę nad Dál nAraidi po swym bracie stryjecznym, Cathassachu II mac Máele Cáich (zm. 681), zapewne drogą pokojową. Prawdopodobnie na jego cześć nadał imię swemu synowi, którym był Cathassach mac Ailella, przyszły król Dál nAraidi oraz Ulsteru. Następcą Aililla został Áed III Aired (zm. 698). Kroniki podają, że Ailill zginął, zapewne w bitwie, wraz z Congalem mac Máel Dúin, wnukiem króla Zachodniego Munsteru Áeda Bennána oraz Duinechaidem, synem Orc Doitha.